# جمال الفرا
جمال الفرا (1911 - 2005) هو سياسي ودبلوماسي وأديب سوري شغل عدة مناصب سياسية سابقا.

## نشأته
ولد في دمشق سنة 1911، في بيئة علمية ودينية، أكمل دراسته الابتدائية في مدرسة العصر الجديد والثانوي في مكتب عنبر وأوفد في بعثة علمية إلى باريس عام 1929 ودخل جامعة السوربون وتخرج منها عام 1935.

## حياته المهنية
عند عودته إلى دمشق عين مدرسا في ثانوية مكتب عنبر، وبعدها نقل مدرسا إلى حلب ثم عمل مديرا مساعدا للتعليم الثانوي في وزارة المعارف، وعين مديرا للتعليم الثانوي عام 1945، ثم أمينا عاما لوزارة المعارف بالوكالة عام 1947.

## مشواره السياسي
أرسل عام 1949 إلى وزارة الخارجية وعمل هناك رئيسا للبعثة الدبلوماسية في بلجيكا وعين عام 1950 أمينا عاما لوزارة الخارجية. ثم جرى تعيينه وزيرا في النرويج في السويد والدنمارك وفنلندا والنرويج أواخر 1952 ثم عين وزيرا مفوضا في ألمانيا الغربية مطلع سنة 1954 ثم وزيرا مفوضا إلى الاتحاد السوفيتي وبولندا عام 1956 ونقل سفيرا إلى البرازيل سنة 1958 وكان أول ممثل دبلوماسي للخارج للجمهورية العربية المتحدة ، وثم في أواحر عام 1961 عين سفيرا في بون لدى ألمانيا الغربية وبعد استقالة عدنان الأزهري في حزيران 1962 عُين وزيرا للخارجية واستمر في المنصب حتى تشكيل حكومة خالد العظم الخامسة في أيلول 1962.ثم عين سفيرا في روما حتى انقلاب 8 آذار وأنهى مشواره السياسي بعدما طلب منه ذلك اواخر 1964

## وفاته
توفي في دمشق عام 2005 عن عمر 94 سنة.

## مؤلفاته
- ثلاث سنين في بلد لينين - ذكريات وطرائف من الاتحاد السوفييتي
- أربع سنين في البرازيل وجاراتها العشرين
- لقين من حياتهن عجبا
- الله يعمرك يا حي الوردات
- نجمة وهلال
- دنيا المغتربين